# Арбицион
Флавије Арбицион (лат. Flavius Arbitio) је био врховни заповедник римске војске (лат. magister militum). Током 50-их година 4. века био је најзначајнији и најутицајнији војни заповедник цара Констанција II, а 355. почаствован је и конзулатом. До смрти цара Констанција II (361) налазио се непрекидно на царском двору и користио положај да интригира против супарничких заповедника као што су Силван, Урзицин и Барбацион. Борио се код Боденског језера против Аламана. И под Констанцијевим наследником Јулијаном остао је у почетку у служби. Штавише, судио је у процесима, који су неким Јулијановим непријатељима донели смрт или изгнанство. После повлачења из службе 362, играо је још једном значајну улогу приликом Прокопијеве узурпације, чије угушивање је помагао. Главни извор за Арбиционов живот је Амијан Марцелин, који га углавном описује у веома негативном светлу.

## Биографија
Као обичан војник је ступио у војску за време Константина Великог и догурао до заповедника коњице (лат. magister equitum). Истакао се у грађанским ратовима које је Констанције водио, нарочито у рату против Магненција, а по окончању истих постављен је за конзула (355).
Захваљујући томе што је знао да против сваког истакнутог војсковође побуди и храни царево неповорење, до Констанцијеве смрти је вршио на двору штетан утицај и постигао такву моћ да је могао себе довести у сумњу да претендује на власт. Борио се 355. са променљивом срећом против Аламана, припремао одбрану границе од Персијанаца 361. и предводио Констанцијеву извидницу када је овај био на походу против Јулијана. Овај последњи га је 361. изабрао у комисију, која је судила за ухођење, које је као цезар искусио, али је недуго потом Арбицион морао да напусти службу. Приликом Прокопијевог устанка (365) гледао је на почетку да остане неутралан. Међутим, пошто му је узурпатор, озлојеђен Арбиционовим одбијањем да се појави на двору, запалио кућу у Константинопољу, прикључио се Валенсу. Његов углед код војника био је пресудан да се Прокопијева војска распадне.